# Duris

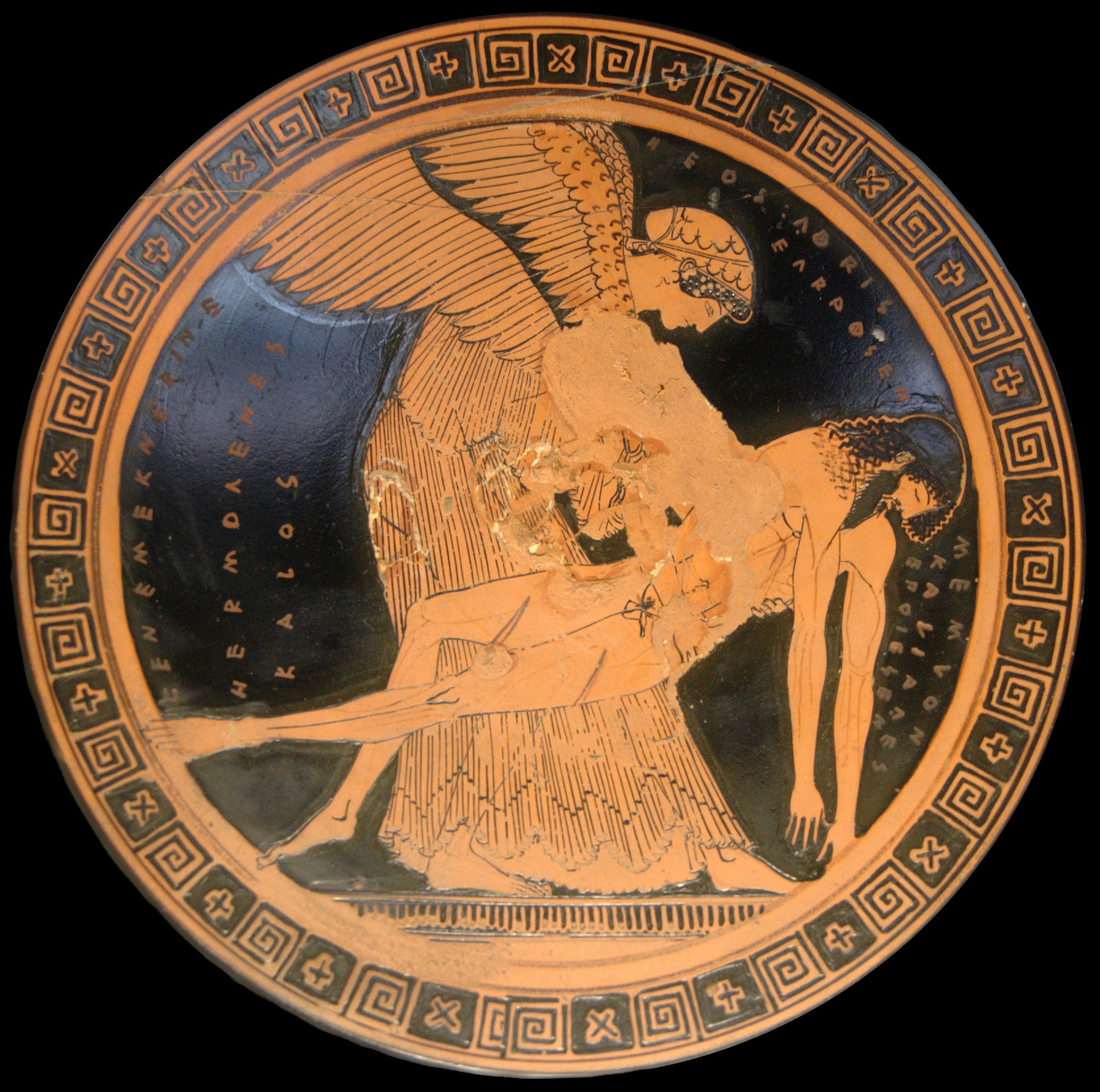
Eos z ciałem Memnona (wnętrze kyliksu, ok. 490-480 p.n.e.)

Duris (stgr. Δούρις) – grecki ceramik czynny w Atenach u schyłku VI w. i w pierwszej połowie V wieku p.n.e.
Tworzył w Atenach, głównie w okresie wojen perskich, będąc zarazem garncarzem i malarzem wazowym, podpisującym się „egrapsen” (malował) i „epoiesen” (wykonał). Rozwijał się w kręgu Eufroniosa, pracując głównie dla garncarza Pythona, także dla Kleofradesa. Zdobił przede wszystkim kyliksy i lekyty, rytony, także kubki-skyfosy, kantarosy, czary-fiale, rzadziej inne formy (aryballosy, pyksidy, dzbany-ojnochoe, amfory szyjowe). Twórczość jego datowana jest na ok. 510 p.n.e. – 470 p.n.e. 
Uważany za autora 50 sygnowanych oraz ok. 300 przypisywanych mu prac wykonanych w technice czerwonofigurowej, należał do ostatnich malarzy tzw. stylu surowego w attyckim malarstwie wazowym. Choć nie wyróżniał się nadmierną oryginalnością stylistyczną, wykazywał mistrzostwo rysunku, posługując się śmiałą kreską, dzięki czemu jego kompozycje cechował wyraźny i przejrzysty układ. Będąc we wczesnym okresie pod silnym wpływem Onesimosa (malarza Panajtiosa), później wykształcił własną manierę dekoracyjną, wprawdzie niezbyt wyrazistą, ale klarowną i wyróżniającą. Naczynia dekorował kompozycjami o różnorodnej i popularnej wówczas tematyce (scenami rodzajowymi z palestry, sympozjonu, komosu, z cyklu trojańskiego, z cyklu dionizyjskiego), rzadziej z życia kobiet, sceny walk, mitologiczne (czyny Tezeusza). W zakresie twórczym wykazywał znaczne możliwości kontrastowe w odmiennych nastrojowo scenach dionizyjskich przeciwstawnym umiarkowanym i poprawnym figuralnie scenom rodzajowym (np. nauczania efebów). Jednakże i w nich dostrzegalne są znamiona twórczej fantazji i humoru.

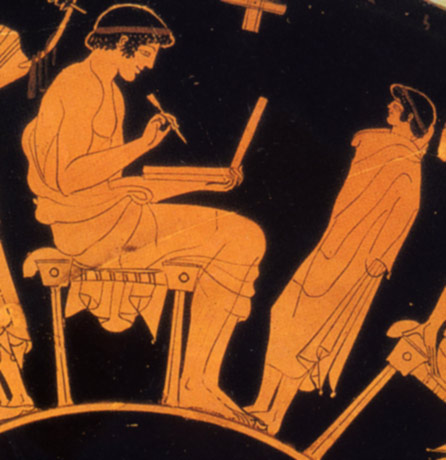
Scena nauki pisania (fryz kyliksu berlińskiego, ok. 485 p.n.e.)

Długotrwała działalność pozwala wyodrębnić jej wczesną fazę i odróżnić ją od dojrzałej i późnej (łącznie wyróżniono ich cztery). W końcowym okresie kompozycje nawiązują do przedstawień monumentalnych, w których zanika typowa dla niego witalność wraz z precyzyjnością kreślonego pewnie rysunku. Uważany jest za jednego z pierwszych malarzy rytonów. 
Do najwartościowszych prac Durisa należy tondo z Eos nad ciałem Memnona z wnętrza kyliksu (ok. 490 p.n.e.) przechowywanego w paryskim Luwrze. Surowa i tragiczna kompozycja uznawana jest w dziejach sztuki za pierwszą wersję typu matki bolejącej. Do najlepszych zaliczane jest też wyobrażenie Jazona w paszczy węża (Muzea Watykańskie) oraz przedstawienie Europy na byku, a także Hermesa wśród tańczących sylenów (na jedynym przypisanym mu psykterze z londyńskiego British Museum). 
Należy do najwybitniejszych greckich malarzy wazowych, jego twórczość stanowiła inspirację dla następców (m.in. Malarza Kopenhaskiego), niektórych trudnych do odróżnienia (Malarz Edypa). Do jego kręgu należał również Malarz Euaiona.